# Guilbert (cràter)
Guilbert és un cràter d'impacte en el planeta Venus de 25,5 km de diàmetre. Porta el nom de Yvette Guilbert (1865-1944), cantant francesa, i el seu nom va ser aprovat per la Unió Astronòmica Internacional el 1991.